# Carl Sandburg
Carl Sandburg, né le 6 janvier 1878 à Galesburg (Illinois), de parents suédois, et mort le 22 juillet 1967, à son domicile, à Flat Rock (Caroline du Nord), est un poète, historien, écrivain américain d'origine suédoise connu notamment pour ses ouvrages Chicago Poems (1916), Cornhuskers (1918) et Smoke and Steel (1920).

À sa mort, en 1967, le président Lyndon B. Johnson déclare : 

« Carl Sandburg était plus que la voix de l'Amérique, plus que le poète de sa force et de son génie. Il était l'Amérique. »

## Biographie
Carl August Sandburg naît dans un cottage de trois pièces au 313 East Third Street à Galesburg dans l'Illinois de parents d'origine suédoise, August Sandberg et Clara Mathilda Anderson. Ses parents se sont rencontrés puis mariés aux États-Unis. Il prit les surnoms de « Charles » ou de « Charlie » à l'école primaire. C'est à la même période qu'avec sa sœur, Mary, et son frère, Carl, ils changèrent l'orthographe de leur nom de famille pour « Sandburg ».
N'ayant pas eu les moyens de faire des études, le jeune Carl voyage à travers les États-Unis à partir de treize ans et occupe plusieurs petits boulots avant de rejoindre l'armée pendant quelques mois. Ce n'est qu'ensuite, en 1898 qu'il commence ses études à Lombard College pour devenir journaliste. Sandburg fut également l'un des organisateurs du parti social démocratique avant de devenir membre du Chicago Literary Renaissance, un groupe composé de natifs de la ville et de l'État de l'Illinois, dont les écrits en reflètent la culture. C'est ainsi que Sandburg devient non seulement écrivain mais aussi biographe et poète à succès.
Lorsque la guerre hispano-américaine éclata, en 1898, le jeune Carl Sandburg s'engagea en tant que soldat volontaire pendant huit mois dans la 6e infanterie de l'État de l'Illinois. Il ne fut jamais envoyé au front. C'est pendant cette période qu'il fit la connaissance d'un étudiant à l'université de Lombard qui encouragea Carl Sandburg à s'y inscrire dès son retour de la guerre. Bien qu'il ne dispose pas d'un diplôme secondaire, son statut de vétéran lui offrit la possibilité d'entreprendre des études gratuitement. En 1899, en essayant d'intégrer l'académie militaire américaine, il dut‘ se rendre à West Point pour passer les examens d'admission : il fut recalé pour avoir échoué dans deux matières : en mathématiques et en grammaire. Il est retourné dans sa ville natale de Galesburg pour reprendre ses études à l'université de Lombard jusqu'en 1902. Carl Sandburg quitta l'université sans être diplômé.
Entre 1902 et la fin de l'année 1907, Carl Sandburg a écrit pour de nombreux petits journaux de Chicago.
C'est en 1910 qu'il commença sa carrière militante en devenant secrétaire du maire socialiste de Milwaukee. Il écrit alors des éditoriaux pour le Chicago Daily News et collabore à de multiples publications tout en restant très proche du milieu syndical et politique.
Au cours de sa carrière, Carl Sandburg remporte trois fois le prix Pulitzer : en 1919 pour son recueil Corn Huskers, en 1940 pour sa biographie d'Abraham Lincoln, Abraham Lincoln : The War Years, et en 1951 pour son recueil The Complete Poems of Carl Sandburg.
La plupart de ses poèmes, comme Chicago ou Clark Street Bridge, ont pour thème cette ville qu'il connaît particulièrement par son travail de journaliste-reporter au Chicago Daily News et au Day Book.
Il était marié à Lilian Steichen (1883-1977), sœur du photographe Edward Steichen.
Carl Sandburg a soutenu le Mouvement des Droits Civiques aux États-Unis et a été le premier homme blanc à être honoré du Silver Plaque Award par la NAACP pour avoir été un « prophète majeur des droits civiques de notre époque ».
Carl Sandburg est mort de causes naturelles en 1967. Son corps a été incinéré, et ses cendres reposent sous un « rocher du souvenir », un bloc de granite situé derrière la maison où il est né.
Le 17 octobre 1968, le Congrès a autorisé l'acquisition de la propriété dans laquelle Carl Sandburg vécut le plus longtemps située à Connemara Farm pour en faire un site historique.

## Citation
Jack Kerouac fait référence à Sandburg dans son roman Docteur Sax publié en 1959. En décrivant le vampirique comte Condu, il écrit : « il avait un faux air de Carl Sandburg […] Carl Sandburg affublé d'un chapeau noir. »

## Œuvres (sélection)

### Poésie, chansons
- In Reckless Ecstasy (1904), initialement publié sous le nom de Charles Sandburg
- Incidentals (1904), initialement publié sous le nom de Charles Sandburg
- Plaint of a Rose (1908), initialement publié sous le nom de Charles Sandburg
- Joseffy (1910), initialement publié sous le nom de Charles Sandburg
- You and Your Job (1910), initialement publié sous le nom de Charles Sandburg
- Chicago Poems (1916)
- Cornhuskers (1918)
- Smoke and Steel (1920)
- Slabs of the Sunburnt West (1922)
- Selected Poems (1926)
- The American Songbag (1927), chansons de folk
- Good Morning, America (1928)
- The People, Yes (1936)
  - Le peuple, oui, traduction : Alain Bosquet, Éditions Seghers, coll. « Autour du monde », no 34, 1956
- The New American Songbag (1950), chansons de folk
- Complete Poems (1950)
- Harvest Poems (1950)
- Wind Song (1960)
- Honey and Salt (1963)
- Breathing Tokens (1978)

### Histoires pour enfant

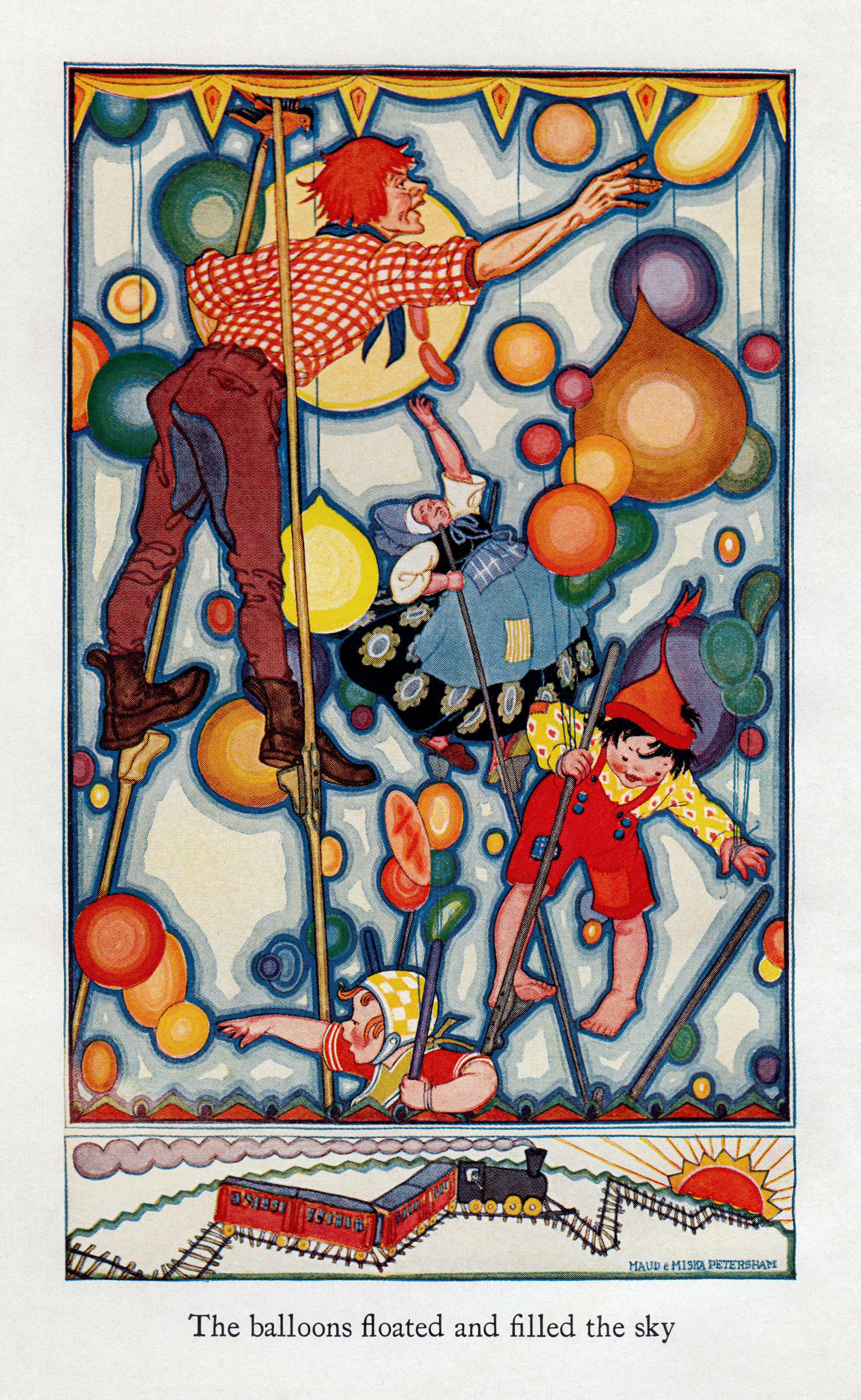
Couverture des Rootabaga Stories par Carl Sandburg en 1922, aux éditions Harcourt Brace, & Co ; illustration de Maud et Miska Petersham.

- Rootabaga Stories (1920)
- More Rootabaga Stories (1923)

### Histoire, biographie
- Abraham Lincoln: The Prairie Years (1926)
- Steichen the Photographer (1929)
- Mary Lincoln: Wife and Widow (1932)
- Abraham Lincoln: The War Years (1939)

### Autobiographie
- Always the Young Strangers (1953)
- The Letters of Carl Sandburg (1968), correspondance
- Ever the Winds of Chance (1983), autobiographie commencée par Sandburg, complétée par Margaret Sandburg et George Hendrick

### Essai, préface
- Home Front Memo (1943)
- The Family of Man (1955)

### charleLiens externes
- Notices d'autorité :   - VIAF
  - ISNI
  - BnF (données)
  - IdRef
  - LCCN
  - GND
  - Japon
  - CiNii
  - Espagne
  - Belgique
  - Pays-Bas
  - Pologne
  - Israël
  - NUKAT
  - Catalogne
  - Suède
  - Vatican
  - Australie
  - WorldCat
- Notices dans des dictionnaires ou encyclopédies généralistes :   - American National Biography
  - Britannica
  - Brockhaus
  - Den Store Danske Encyklopædi
  - Deutsche Biographie
  - Enciclopedia De Agostini
  - Gran Enciclopèdia Catalana
  - Hrvatska Enciklopedija
  - Internetowa encyklopedia PWN
  - Nationalencyklopedin
  - Munzinger
  - NCpedia
  - Store norske leksikon
  - Treccani
  - Universalis
  - Visuotinė lietuvių enciklopedija
- Ressources relatives à la musique :   - International Music Score Library Project
  - AllMusic
  - Bait La Zemer Ha-Ivri
  - Carnegie Hall
  - Discography of American Historical Recordings
  - Discogs
  - Grove Music Online
  - MusicBrainz
  - Muziekweb
- Ressources relatives aux beaux-arts :   - Musée d'Orsay
  - Museum of Modern Art
  - Nationalmuseum
  - Nederlands Fotomuseum
  - Union List of Artist Names
- Ressources relatives à la littérature :   - Academy of American Poets
  - Internet Speculative Fiction Database
  - Modern American Poetry
  - Poetry Foundation
- Ressources relatives au spectacle :   - Les Archives du spectacle
  - Internet Broadway Database
  - Playbill
- Ressources relatives à l'audiovisuel :   - AllMovie
  - American Film Institute
  - IMDb
- Ressource relative à la bande dessinée :   - Comic Vine
- Archives des publications de Sandburg